# Klub veslařů mělnických 1881

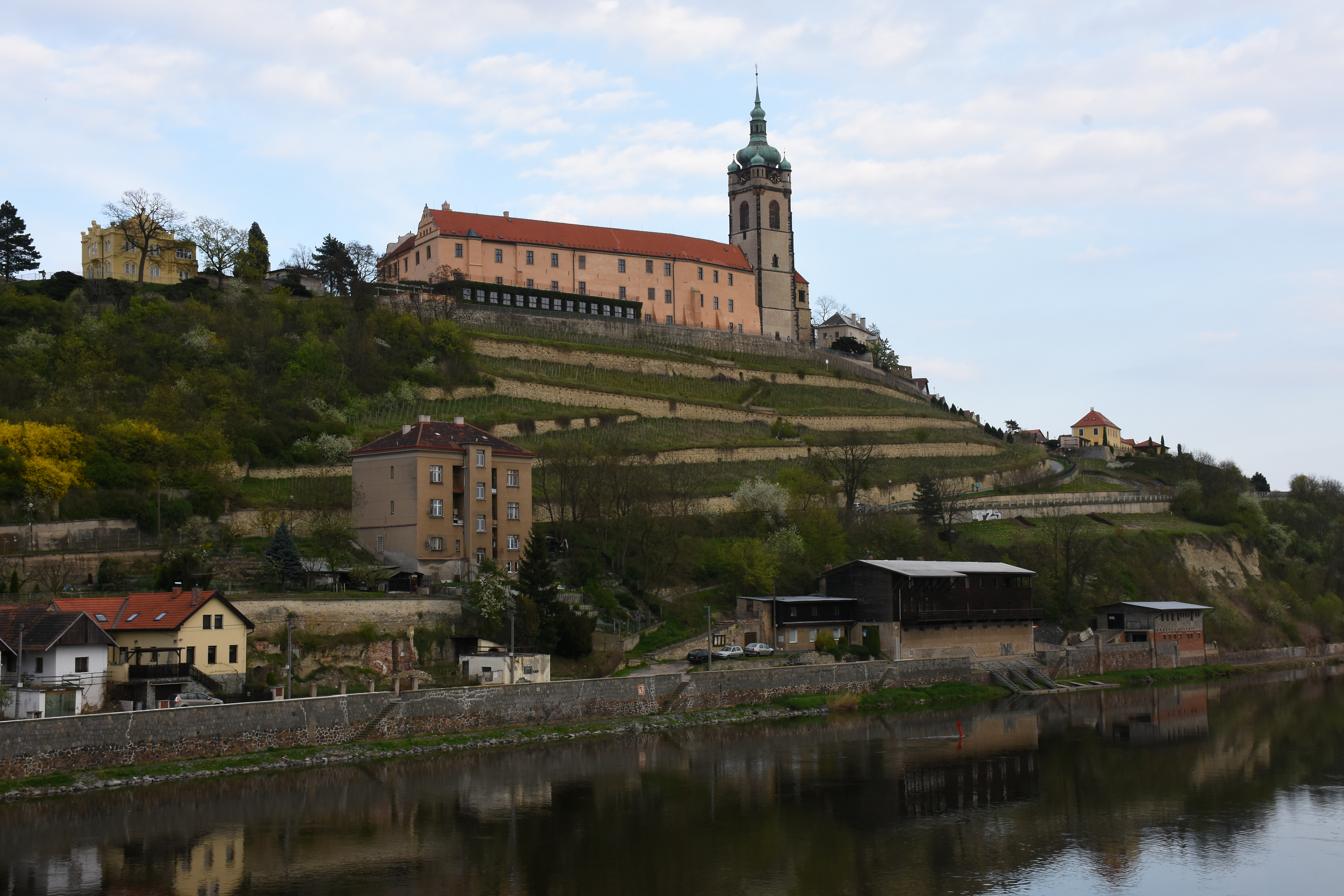
Loděnice klubu, která se nachází pod zámkem Mělník

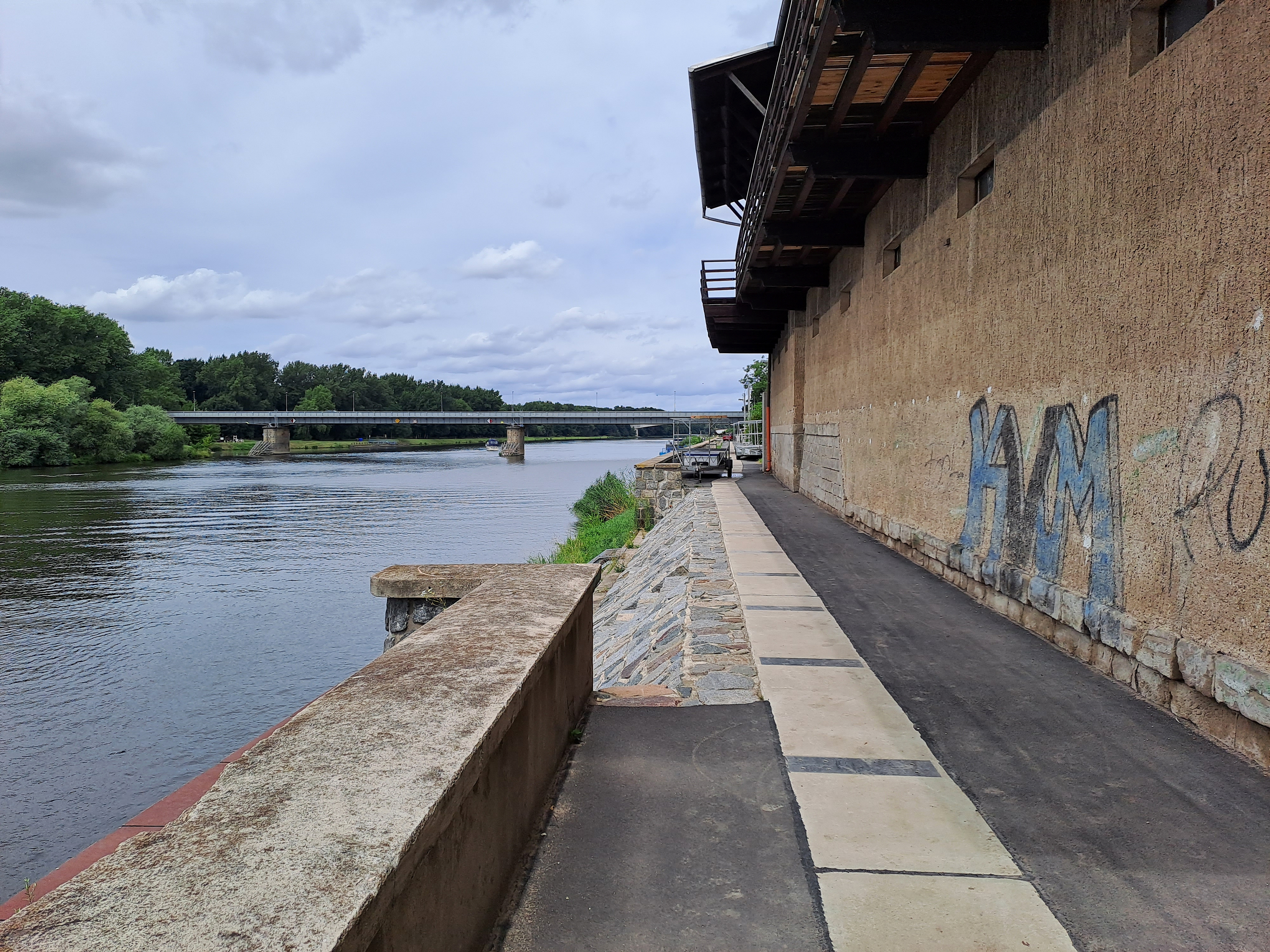
Labské nábřeží u klubové loděnice

Klub veslařů mělnických 1881 z.s. je český zapsaný spolek, který je zaměřen na výcvik veslařů ve středočeském městě Mělník. Předsedou klubu je od roku 2022 Pavel Štyler.

## Historie
Klub vznikl v roce 1881 jako jeden z prvních ryze českých veslařských spolků v Čechách. První veslařská loděnice klubu byla postavena v roce 1883. V roce 1926 byla dokončena nová moderní loděnice. Z klubu se v této době rekrutovala řada československých reprezentantů. V klubu tehdy působila řada osobností, jako předseda Vladimír Vaina, klubový kapitán Otakar John, Bedřich Lobkowicz či Jiří Kristián Lobkowicz. V roce 1940 byla loděnice zasažena povodněmi a v V květnu 1945 byla po náletu letadel loděnice zcela zničena. V roce 1953 byla dokončena současná budova loděnice. V roce 2020 byla dokončena přídavná stavba nové loděnice, která byla ve výstavbě přes třicet let.

## Sport
Klub je členem Českého veslařského svazu. Klub ve městě pořádá každoroční soutěž Pohár Klubu veslařů mělnických. Mezi největší úspěchy klubu patří vítězství v slavných pražských primátorských osmiveslicích v roce 1927, 1933 a 1937.

## Symbolika
Devět hvězd na klubovém praporu představuje 9 zakladatelů klubu z roku 1881.